# Kick-Ass: The Game
Kick-Ass: The Game ist ein Beat-’em-up-Videospiel, das von Frozen Codebase für iOS und PlayStation 3 entwickelt und veröffentlicht wurde (Publisher der die PS3-Version war WHA Entertainment). Es basiert auf dem Film Kick-Ass von 2010 und dem gleichnamigen Comic und brachte später eine Fortsetzung hervor, Kick-Ass 2: The Game.

## Spielprinzip
Vom Gameplay her ist Kick-Ass ein Beat ’em up im Arena-Stil. Spieler können aus einem von drei Charakteren wählen (Kick-Ass, Hit-Girl oder Big Daddy) und ob sie im Einzelspieler- oder Koop-Modus spielen möchten. Waffen-Upgrades sowie Umgebungs-Finisher sind im Spiel immer verfügbar. Das Spiel nutzt beide Joysticks auf der PlayStation 3 und ist ein „Twin-Stick-Shooter“ für das iPhone.

## Handlung
Anders als im Comic und im Film werden in der Handlung des Videospiels alle drei Charaktere von Anfang an vorgestellt. Als Kick-Ass zum ersten Mal versucht, ein Superheld zu sein, wird er von Schlägern zusammengeschlagen. Hit Girl und Big Daddy tauchen auf und greifen die Schläger an. Das Spiel beginnt, nachdem Kick-Ass von den Schlägern befreit wurde. Die Umstände der Handlung unterscheiden sich je nachdem, welchen Charakter der Spieler auswählt. Zum Beispiel entführen die Männer von Frank D’Amico Kick-Ass und Big Daddy. In der Handlung des Spiels wäre dies nicht möglich, wenn der Spieler Big Daddy als seinen Charakter auswählt. In diesem Fall würde das Spiel stattdessen Hit Girl entführen.

## Entwicklung
Ben Geisler, der ausführende Produzent von Frozen Codebase, sagte in einem GameSpot-Interview, dass sie aufgrund von „Lizenzproblemen“ beschlossen hätten, eine fiktive Social-Networking-Website namens „Facespace“ zu erstellen, anstatt das echte Myspace zu verwenden, das im Kick-Ass-Film verwendet wird.

## Veröffentlichung
Die iOS-Version des Spiels wurde am 17. April 2010 veröffentlicht, wurde jedoch inzwischen aus dem Apple App Market entfernt. Die PlayStation-3-Version des Spiels wurde am 29. April 2010 in Nordamerika und am 5. Mai 2010 in Europa veröffentlicht.

## Rezeption
Kick-Ass: The Game erhielt laut Rezensionsaggregator Metacritic auf beiden Plattformen „überwiegend negative“ Kritiken.

## Fortsetzung
Am 14. August 2014 veröffentlichte Freedom Factory Studios eine Beat-’em-Up-Fortsetzung, Kick-Ass 2: The Game, basierend auf dem Film Kick-Ass 2.